# District de Jinnan
Le district de Jinnan (津南区 ; pinyin : Jīnnán Qū) est une subdivision de la municipalité de Tianjin en Chine.